# 土曜わくわくBOX
『土曜わくわくBOX』（どようわくわくボックス）は、1985年4月6日から1990年まで西日本放送運営のRNCラジオで放送されていたラジオ番組。放送時間は毎週土曜 12:00 - 16:40（日本標準時）。

## 出演者
- パーソナリティ：小川あたる・たまる
- その他の出演者：佐々木光子、河野文子、片岡三佐子、北村規子

## コーナー
- インフォメーションBOX
- ナイスディ・ジャスコ
- メモリアルBOX
- ぐっどふれんず四国
- Young Young BOX

| スタブアイコン | サブスタブ | この項目は、まだ閲覧者の調べものの参照としては役立たない、ラジオ番組に関連した書きかけの項目です。この項目を加筆・訂正などしてくださる協力者を求めています（P:ラジオ/PJ:放送番組）。 |